# Wincentów (powiat pabianicki)
Wincentów – wieś w Polsce położona w województwie łódzkim, w powiecie pabianickim, w gminie Dobroń.
W latach 1975–1998 miejscowość należała administracyjnie do województwa sieradzkiego.